# Антонія да Санта Круз
Антонія да Санта Крус (порт. Antônia da Santa Cruz; 13 червня 1905 — 23 січня 2022) — бразильська супердовгожителька. Станом на січень 2022 року вона була 3-ю найстарішою людиною, що живе в Бразилії та Америці, та 15-ю у світі. Була офіційно верифікована Групою геронтологічних досліджень (GRG) 4 лютого 2021 року.

## Біографія
Антонія да Санта-Крус народилася 13 червня 1905 року на фермі, яка тоді була у Кеймадасі, недалеко від Санталуса, Баія, Бразилія. Її батьками були Франсіско Перейра де Санта Анна і Ганна Марія де Хесус. Вона народилася на день святого Антонія, тому батьки назвали її Антонією.
Антонія мала 11 дітей. Вона також усиновила свого племінника Хосе Луїса Медрадо, якому у 2022 році було 66 роки. Також в Антонії є молодша сестра, яка дожила до 106 років і молодший брат (99 років), у якого день народження 13 червня, як і в Антонії.
У 2017 році вона мала 68 онуків, 110 правнуків та 35 праправнуків.
Як повідомлялося, у 115 років у неї не було серйозних хронічних захворювань. Також вона любила молитися, та вчила цього родичів.
18 лютого 2021 року у віці 115 років вона отримала першу дозу вакцини проти Covid-19, що зробило її найстарішою підтвердженою людиною, яка отримала вакцину, проте пізніше вакцину отримала Кане Танака, яка старша, ніж Антонія.
Антонія да Санта-Крус жила зі своєю 81-річною дочкою Марією Медрадо в Салгадалії, Консейсан-ду-Койте, Баія, Бразилія.

## Рекорди довголіття
- 13 червня 2021 року Антонія та Санта Крус стала 24-ю людиною в історії, яка відзначила 116-річчя.
- 7 серпня 2021 року увійшла до топ-20 найстаріших людей.